# Késmárki járás

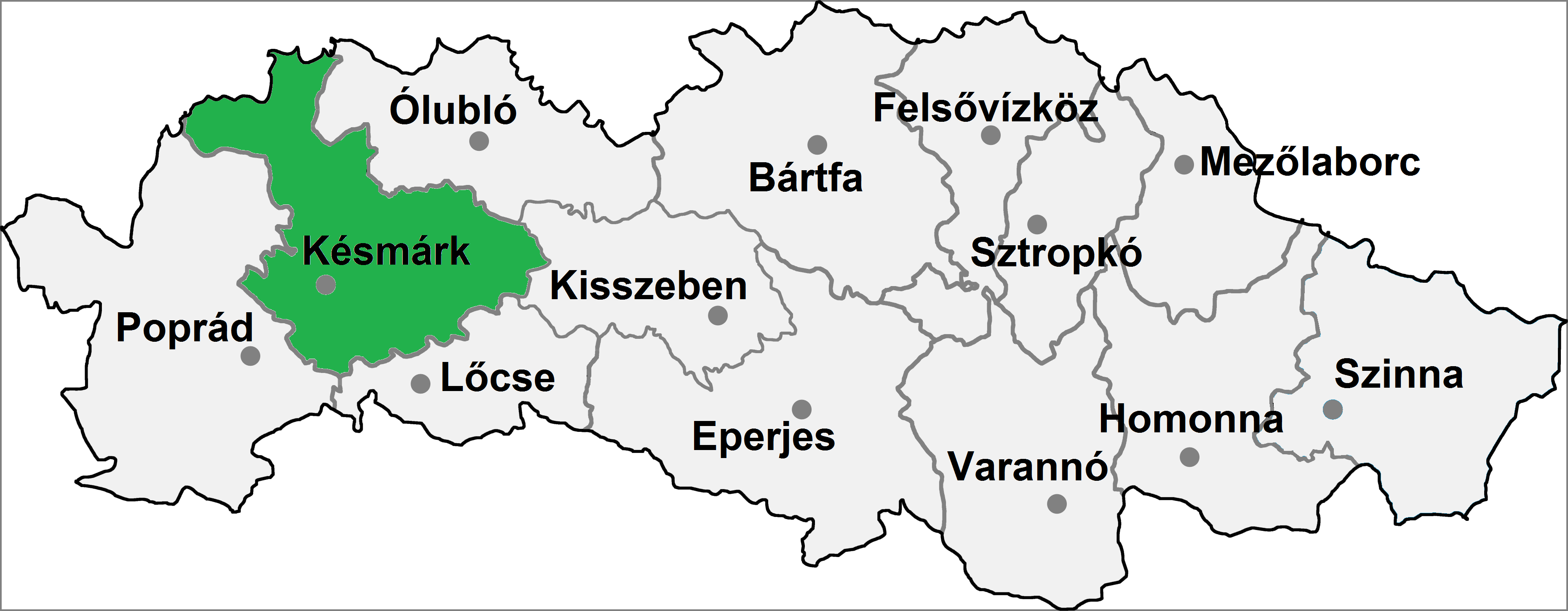
A Késmárki járás

A Késmárki járás (szlovákul Okres Kežmarok) Szlovákia Eperjesi kerületének közigazgatási egysége. Területe 840 km², lakosainak száma 70 487 (2011), székhelye Késmárk (Kežmarok). A járás területe legnagyobb részben az egykori Szepes vármegye területe volt, de keleten a Tarca folyó vidéke Sáros vármegyéhez tartozott.

## Népessége
| Év:            | 1994.  | 2004.    | 2014.    | 2024.   |
| -------------- | ------ | -------- | -------- | ------- |
| Emberek száma: | 58 966 | 65 129   | 72 570   | 75 862  |
| Eltérés:       |        | +10,45 % | +11,42 % | +4,53 % |

| Év:            | 2023.  | 2024.   |
| -------------- | ------ | ------- |
| Emberek száma: | 75 188 | 75 862  |
| Eltérés:       |        | +0,89 % |

## A Késmárki járás települései
(Zárójelben a szlovák név szerepel.)
- Ábrahámpikfalva (Abrahámovce)
- Alsólehnic (Červený Kláštor)
- Busóc (Bušovce)
- Duránd (Tvarožná)
- Farkasfalva (Vlková)
- Felsőerdőfalva (Stará Lesná)
- Gibely (Zálesie)
- Hanusfalva (Spišské Hanušovce)
- Hóka (Havka)
- Hollólomnic (Holumnica)
- Hunfalva (Huncovce)
- Izsákfalva (Žakovce)
- Kakaslomnic (Veľká Lomnica)
- Késmárk (Kežmarok)
- Keresztfalu (Krížová Ves)
- Kisfrankvágása (Malá Franková)
- Kiskuncfalva (Vlkovce)
- Kisszalók (Malý Slavkov)
- Kisvár (Hradisko)
- Krig (Vojňany)
- Lándok (Lendak)
- Lehnic (Lechnica)
- Leibic (Ľubica)
- Majorka (Ihľany)
- Maldur (Podhorany)
- Ménhárd (Vrbov)
- Nagyfrankvágása (Veľká Franková)
- Ómajor (Majere)
- Osztornya (Osturňa)
- Relyó (Reľov)
- Rókus (Rakúsy)
- Sörkút (Výborná)
- Szepesbéla (Spišská Belá)
- Szepesmátyásfalva (Matiašovce)
- Szepesófalu (Spišská Stará Ves)
- Szepesszentgyörgy (Jurské)
- Szepestótfalu (Slovenská Ves)
- Tátraalja (Stráne pod Tatrami)
- Tátraháza (Mlynčeky)
- Tavas (Jezersko)
- Toporc (Toporec)